# Diócesis de Tôlanaro
La diócesis de Tôlanaro o de Tôlagnaro (en latín: Dioecesis Tolagnaren(sis) y en francés: Diocèse de Tôlanaro) es una circunscripción eclesiástica latina de la Iglesia católica en Madagascar, sufragánea de la arquidiócesis de Toliara. La diócesis tiene al obispo Vincent Rakotozafy como su ordinario desde el 24 de abril de 2001.

## Territorio y organización
La diócesis tiene 45 000 km² y extiende su jurisdicción sobre los fieles católicos de rito latino residentes en las regiones de Androy y Anosy.
La sede de la diócesis se encuentra en la ciudad de Tôlanaro (llamada Fort-Dauphin en tiempos coloniales), en donde se halla la Catedral de San Vicente de Paúl.
En 2020 en la diócesis existían 17 parroquias.

## Historia
El vicariato apostólico de Madagascar Meridional fue erigido el 16 de enero de 1896 con el breve Quae catholico nomini del papa León XIII, obteniendo el territorio del vicariato apostólico de Madagascar (hoy arquidiócesis de Antananarivo). Originalmente incluía todo Madagascar al sur de los 22 grados de latitud sur.
El 20 de mayo de 1913, en virtud del decreto Cum in generalibus de la Sagrada Congregación para la Propagación de la Fe, cambió su nombre a vicariato apostólico de Fort-Dauphin.
El 14 de septiembre de 1955, con la bula Dum tantis del papa Pío XII, el vicariato apostólico fue elevado a diócesis sufragánea de la arquidiócesis de Tananarive (hoy arquidiócesis de Antanarivo).
El 8 de abril de 1957 cedió partes de su territorio para la erección de las diócesis de Farafangana (mediante la bula Sacratissima verba) y de Tuléar (hoy arquidiócesis de Toliara, mediante la bula Cum id ob temporum).) ambas por el papa Pío XII.
El 11 de diciembre de 1958 pasó a formar parte de la provincia eclesiástica de la arquidiócesis de Fianarantsoa.
El 7 de abril de 1960, con la carta apostólica Studio inflammatus, el papa Juan XXIII proclamó a san Vicente de Paúl como principal santo patrono de la diócesis.
El 13 de abril de 1967 cedió otra porción de su territorio para la erección de la diócesis de Ihosy mediante la bula Mirifice sane del papa Pablo VI.
El 23 de noviembre de 1989 tomó su nombre actual como consecuencia del decreto Apostolicis sub plumbo de la Congregación para la Evangelización de los Pueblos.
El 3 de diciembre de 2003 se convirtió en sufragánea de la arquidiócesis de Toliara.

## Estadísticas
De acuerdo al Anuario Pontificio 2021 la diócesis tenía a fines de 2020 un total de 126 770 fieles bautizados.
| Año                                                                             | Población            | Población | Población      | Sacerdotes | Sacerdotes    | Sacerdotes    | Bautizados por sacerdote | Diáconos permanentes | Religiosos | Religiosos | Parroquias |
| Año                                                                             | Bautizados católicos | Total     | % de católicos | Total      | Clero secular | Clero regular | Bautizados por sacerdote | Diáconos permanentes | Varones    | Mujeres    | Parroquias |
| ------------------------------------------------------------------------------- | -------------------- | --------- | -------------- | ---------- | ------------- | ------------- | ------------------------ | -------------------- | ---------- | ---------- | ---------- |
| 1950                                                                            | 67 500               | 900 000   | 7.5            | 38         | 6             | 32            | 1776                     |                      | 32         | 59         | 177        |
| 1970                                                                            | 19 000               | 371 550   | 5.1            | 24         | 2             | 22            | 791                      |                      | 32         | 63         | 13         |
| 1980                                                                            | 31 000               | 480 000   | 6.5            | 36         | 3             | 33            | 861                      |                      | 49         | 75         | 16         |
| 1990                                                                            | 52 000               | 600 000   | 8.7            | 35         | 3             | 32            | 1485                     |                      | 44         | 72         | 15         |
| 1999                                                                            | 80 080               | 856 200   | 9.4            | 36         | 9             | 27            | 2224                     |                      | 41         | 84         | 12         |
| 2000                                                                            | 75 500               | 825 000   | 9.2            | 35         | 7             | 28            | 2157                     |                      | 42         | 130        | 12         |
| 2001                                                                            | 78 304               | 689 416   | 11.4           | 33         | 8             | 25            | 2372                     |                      | 36         | 111        | 12         |
| 2002                                                                            | 94 972               | 825 000   | 11.5           | 34         | 8             | 26            | 2793                     |                      | 38         | 103        | 13         |
| 2003                                                                            | 94 972               | 824 000   | 11.5           | 36         | 8             | 28            | 2638                     |                      | 37         | 104        | 13         |
| 2004                                                                            | 100 000              | 860 000   | 11.6           | 37         | 9             | 28            | 2702                     |                      | 47         | 118        | 16         |
| 2010                                                                            | 97 178               | 1 008 000 | 9.6            | 32         | 11            | 21            | 3036                     |                      | 37         | 100        | 16         |
| 2014                                                                            | 128 000              | 1 120 000 | 11.4           | 37         | 17            | 20            | 3459                     |                      | 36         | 98         | 16         |
| 2017                                                                            | 112 600              | 1 248 900 | 9.0            | 38         | 19            | 19            | 2963                     |                      | 35         | 97         | 15         |
| 2020                                                                            | 126 770              | 1 405 980 | 9.0            | 47         | 28            | 19            | 2697                     |                      | 32         | 100        | 17         |
| Fuente: Catholic-Hierarchy, que a su vez toma los datos del Anuario Pontificio. |                      |           |                |            |               |               |                          |                      |            |            |            |

## Episcopologio
- Jean-Jacques Crouzet, C.M. † (16 de enero de 1896-8 de enero de 1933 falleció)
- Antoine Sévat, C.M. † (8 de enero de 1933 por sucesión- de octubre de 1952 renunció)
- Alphonse-Marie-Victor Fresnel, C.M. † (4 de marzo de 1953-26 de septiembre de 1968 renunció[10])
- Jean-Pierre-Dominique Zévaco, C.M. † (26 de septiembre de 1968-24 de abril de 2001 retirado)
- Vincent Rakotozafy, desde el 24 de abril de 2001